# Tomopterna luganga
Espèce
Statut de conservation UICN

 LC  : Préoccupation mineure
Tomopterna luganga est une espèce d'amphibiens de la famille des Pyxicephalidae.

## Répartition
Cette espèce est endémique du centre de la Tanzanie. Sa présence est incertaine au Kenya,.

## Publication originale
- Channing, Moyer & Dawood, 2004 : A new sand frog from central Tanzania (Anura: Ranidae: Tomopterna). African Journal of Herpetology, vol. 53, p. 21-28.